# 聖經之龕

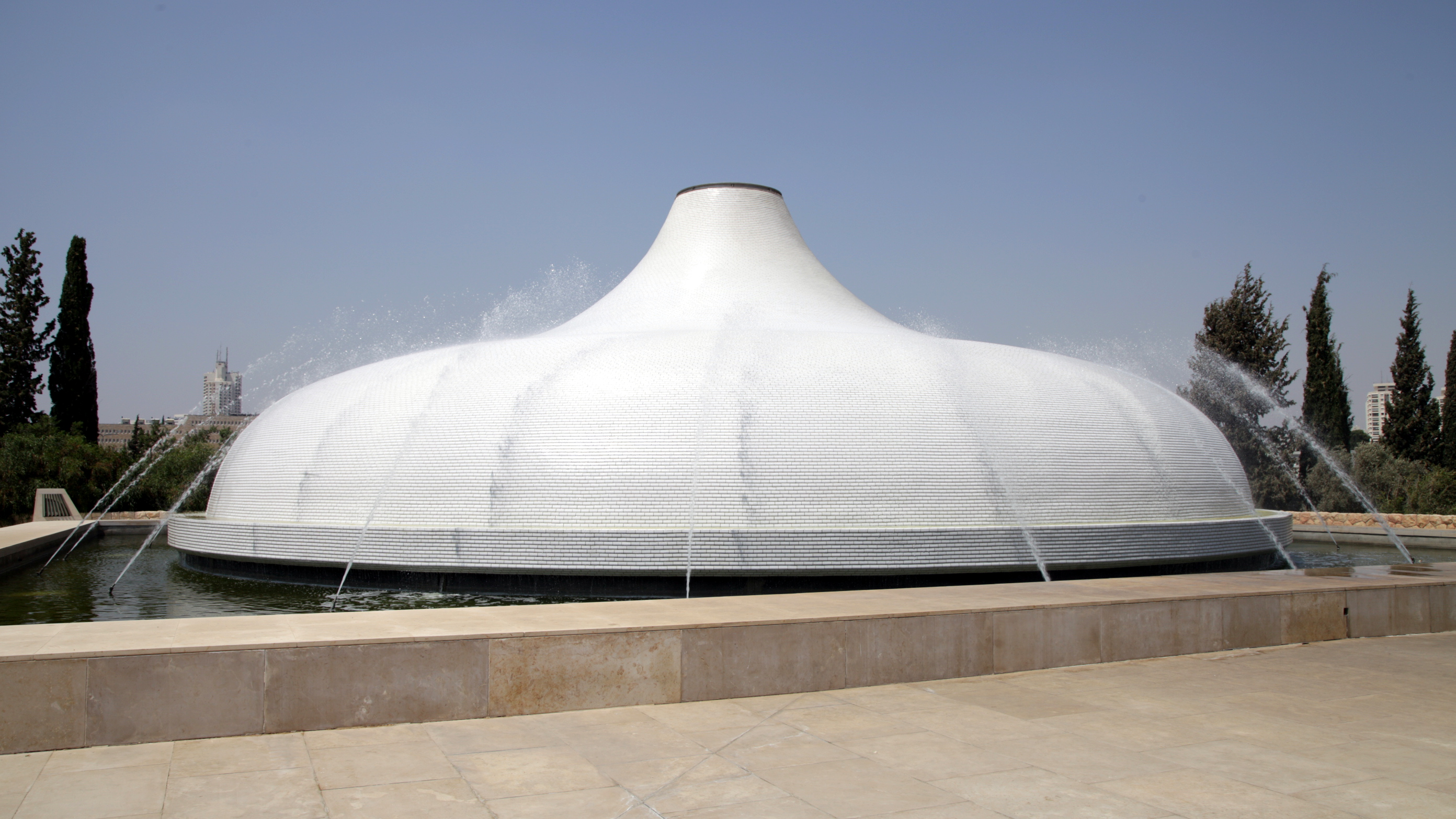
聖經之龕

聖經之龕（希伯來語：‎，Heikhal HaSefer），又稱死海古卷博物館，是以色列博物館的一部分，位於耶路撒冷。這座博物館也是死海古卷的收藏地。博物館始建於1965年，修建耗時長達7年。

## 外部連結
- The Shrine of the Book at the Israel Museum, Jerusalem
- The Shrine of the Book （希伯来文）
- The Israel Museum, Jerusalem （页面存档备份，存于）